# Martin Sedláček
Martin Sedláček (* 17. listopadu 1989) je český podnikatel, zakladatel brandu Naturalis (Superpotraviny Naturalis) a výrobce zdravé výživy pod stejnou značkou. Nápad založit vlastní firmu s konceptem superpotravin/zero waste ho napadl při studiu VŠE (Vysoké školy ekonomické v Praze). Již při bakalářském stupni jeho firma prodávala tisíce produktů. Později vysoké desetitisíce. Na magisterském studiu úspěšně absolvoval podnikatelský akcelerátor xPort (patřil mezi TOP 3 vybrané firmy).

## Vzdělání
Absolvent střední průmyslové školy elektrotechnické v Praze se zaměřením na výpočetní techniku (i v současné době jeho e-shopy a informační systémy běží na jeho algoritmech[zdroj?]). Vysokou školu zvolil ekonomického charakteru se zaměřením na IT. (VŠE - Fakulta informatiky a statistiky). Magisterský stupeň absolvoval na stejné univerzitě, avšak krom informačních technologií se zaměřoval i na podnikání (díky tomu se osobně seznámil s nejúspěšnějšimi českými podnikateli). Získal titul Ing.

## Podnikání
Na střední škole úspěšně obchodoval na burze cenných papírů. To ho přimělo začít studovat VŠE. Na bakalářském stupni studia vysoké školy založil svůj první e-shop se zaměřením na zdavou výživu.
O rok později uvedl na trh vlastní značku tzv. zelených potravin, superpotravin a zdravé stravy. Navázal úzkou spolupráci s předními pěstiteli napříč celým světem. Dovážel zboží z Německa, Velké Británie, Číny, Španělska, Indie, USA, Peru, Srí Lanky i ostatních zemí světa. Tyto produkty se schválením Ministerstva zdravotnictví a dalších akreditovaných organizací nadále zprostředkovával tuzemským zákazníkům.
Ze surovin vypěstovaných tradičními farmáři začal vyvíjet a následně i vyrábět své vlastní produkty s důrazem na prvotřídní kvalitu. Kromě zelených potravin či superpotravin nyní na trh uvádí i speciální "funkční směsi" inspirované ájurvédskou medicínou, BIO čaje, BIO smoothies a řadu dalších výrobků. Kromě stanovování firemní strategie se též zaměřuje na osvětu zdravého životního stylu široké veřejnosti.

## První podnikatelské úspěchy
2. místo v soutěži studentských projektů zaštiťováné katedrou podnikání Vysoké školy ekonomické v Praze.
Díky absolvování xPortu se seznámil s předními českými businessmany, přičemž jeden nich se následně stal jeho společníkem a investorem.
Finalista podnikatelské soutěže Český Godwill, která oceňuje české firmy, kterých si váží tuzemští zákazníci, investoři, manažeři i ostatní drobní i velcí dodavatelé i odběratelé.

## Obchodní partneři
Ing. Martin Sedláček se svou značkou Naturalis navázal partnerství s firmami jako jsou Mall.cz, Vivantis.cz, Pilulka.cz, Rohlik.cz, Lekarna.cz, Notino.cz, Albi a stovkami dalších menších i větších e-shopů a krámků. Kromě klasických B2B spoluprací též v rámci věrnostních programů spolupracuje nebo dlouhodobě spolupracoval s OZP (Oborová zdravotní pojišťovna) či T-mobilem. V roce 2017 do svého portfolia přidal i největší e-shop na světě - Amazon, s nimž podepsal smlouvu na dodávku většiny svých produktů.

## Filantropie
V ramci svého sociálního cítění se rozhodl spolupracovat s chráněnými dílnami, které zaměstnávají a spravedlivě finančně odměňují zdravotně handicapované občany ČR.